# Hedley Bull
Hedley Norman Bull (10 de junho de 1932 – 18 de maio de 1985) foi professor de relações internacionais na Australian National University, na London School of Economics e na Universidade de Oxford até sua morte, por câncer, em 1985. Ele foi Montague Burton Professor of International Relations em Oxford de 1977 a 1985, onde faleceu.

## Biografia
Bull nasceu em Sydney, na Austrália. Passou a estudar história e filosofia na Universidade de Sydney, onde foi fortemente influenciado pelo filósofo John Anderson. Em 1953, Bull deixou a Austrália para estudar política em Oxford e, após dois anos, foi nomeado professor assistente em relações internacionais na London School of Economics and Political Science (LSE).
Em 1965, Bull foi nomeado diretor da Unidade de Controle de Armas e Desarmamento do Ministério das Relações Exteriores britânico, perdendo sua identidade australiana pela cidadania britânica. Dois anos depois, em 1967, foi nomeado professor de relações internacionais na Universidade Nacional da Austrália (ANU) em Camberra.
Em 1977, Bull publicou sua obra principal, A Sociedade Anárquica (The Anarchical Society). Esse é amplamente considerado um livro-chave no campo das relações internacionais e também é visto como o texto central na chamada "Escola Inglesa" de relações internacionais. Neste livro, ele argumenta que apesar do caráter anárquico da arena internacional, ela é caracterizada pela formação não apenas de um sistema de Estados, mas de uma sociedade de Estados. Seus requisitos para que uma entidade seja chamada de estado são que ela reivindique soberania sobre (i) um grupo de pessoas (ii) um território definido e que deve ter um governo. Os Estados formam um sistema quando têm um grau suficiente de interação e efeito nas decisões uns dos outros, de modo que "se comportam - pelo menos em certa medida - como partes de um todo". Um sistema de estados pode existir sem que seja também uma sociedade de estados. Uma sociedade de Estados passa a existir “quando um grupo de Estados, conscientes de certos interesses e valores comuns, forma uma sociedade no sentido de que se concebem vinculados por um conjunto comum de regras nas suas relações uns com os outros, e participar no funcionamento das instituições comuns."
A sociedade dos estados é uma forma de Bull analisar e avaliar as possibilidades de ordem na política mundial. Ele continua seu argumento apresentando o conceito de ordem na vida social, e os mecanismos de: equilíbrio de poder, direito internacional, diplomacia, guerra e os papéis centrais das grandes potências. Finalmente conclui que, apesar da existência de possíveis formas alternativas de organização, o sistema de estados é a melhor oportunidade de alcançar a ordem na política mundial.

## Lista de obras
- The control of the arms race: Disarmament and arms control in the missile age (1965)
- Strategic studies and its critics (1967)
- The Anarchical Society: A Study of Order in World Politics (1977)
- The Expansion of International Society, coescrito com Adam Watson (1984).
- Intervention in World Politics (1984)
- Justice in international relations (1984) (1983-84 Hagey lectures)
- The Challenge of the Third Reich (1986) (The Adam von Trott Memorial Lectures)